# جوزيف ايمانويل فيشر فون إيرلاخ
جوزيف ايمانويل فيشر فون إيرلاخ (بالألمانية: Joseph Emanuel Fischer von Erlach)‏ (و. 1693 – 1742 م) هو مهندس معماري من النمسا، وألمانيا، ولد في فيينا، توفي عن عمر يناهز 49 عاماً.